# Ingrid Bergholtz
Ingrid Elisabet Bergholtz, gift Pålsson, född 20 september 1921 i Norrköpings Norra församling, död 15 december 2022 i Sankt Nicolai distrikt i Nyköping, var en svensk höjdhoppare som tävlade för IFK Norrköping.